# Tấn Nguyên
Tấn Nguyên (chữ Hán giản thể:晋源区, âm Hán Việt: Tấn Nguyên khu) là một quận thuộc thành phố Thái Nguyên, tỉnh Sơn Tây, Cộng hòa Nhân dân Trung Hoa. Quận này có diện tích 287 km², dân số 180.000 người. Quận Tấn Minh được chia thành các đơn vị hành chính gồm 3 nhai đạo, 3 trấn.
- Nhai đạo: Tấn Nguyên, Nghĩa Tỉnh, La Thành.
- Trấn: Phổ Từ, Kim Thắng, Diệu Thôn.